# Ceratomerus attenuatus
Ceratomerus attenuatus är en tvåvingeart som beskrevs av Sinclair 2003. Ceratomerus attenuatus ingår i släktet Ceratomerus och familjen Brachystomatidae. Inga underarter finns listade i Catalogue of Life.